# Bataille de Ladysmith

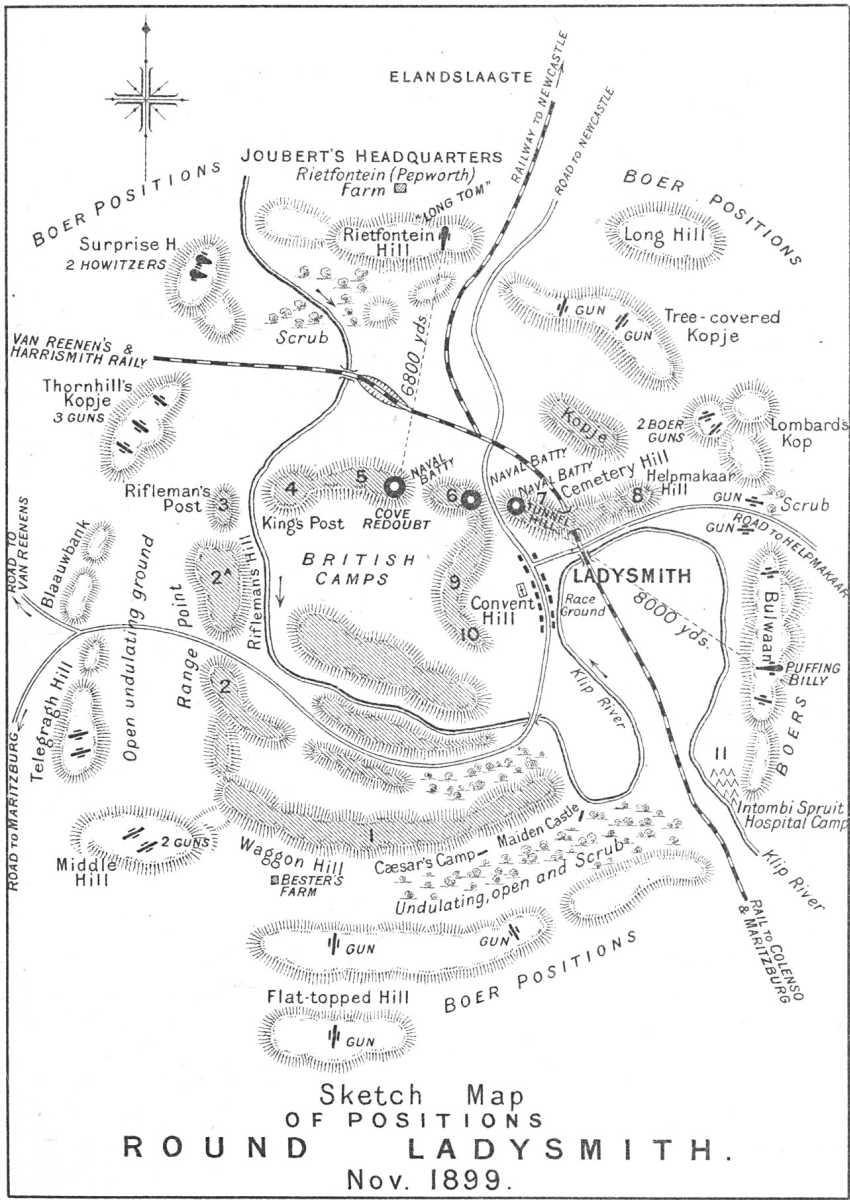
Carte de la région de Ladysmith en novembre 1899

Seconde guerre des Boers
Batailles
Raid Jameson (décembre 1895 - janvier 1896)
- Doornkop

Front ouest (octobre 1899 - juin 1900)
- Kraaipan
- Belmont
- Graspan
- Modder River
- Stormberg
- Magersfontein
- Kimberley
- Paardeberg
- Poplar Grove
- Driefontein
- Sand River
- Mafeking
- Doornkop
- Biddulphsberg
- Lindley
- Diamond Hill

Front est (octobre 1899 - août 1900)
- Talana Hill
- Elandslaagte
- Rietfontein
- Bataille de Ladysmith
- Colenso
- Spion Kop
- Vaal Krantz
- Siège de Ladysmith
- Libération de Ladysmith
- Bergendal

Raids et guérillas (mars 1900 - mai 1902)
- Sanna's Post
- Mostertshoek
- Jammerbergdrift
- Roodewal
- Bothaville
- Leliefontein
- Nooitgedacht
- Vlakfontein
- Groenkloof
- Elands River
- Bloedrivier Poort
- Bakenlaagte
- Groenkop
- Tweebosch
- Rooiwal

La bataille de Ladysmith fut un des premiers affrontements de la deuxième guerre des Boers. Une importante armée britannique établie dans la ville de garnison de Ladysmith tenta une sortie le 30 octobre 1899 contre les armées boers encerclant la ville. Il en résulta un désastre pour les Britanniques. La force principale fut repoussée vers la ville, et un détachement isolé de 600 hommes dut se rendre. Les Boers ne réussirent cependant pas à transformer leur avantage, et mirent le siège autour de la ville, qui fut libérée 188 jours plus tard.

## Rétroactes
Alors que la guerre avec les républiques boers apparaissait inévitable dès juin 1899, le Bureau de la Guerre britannique envoya 15 000 soldats dans la colonie du Natal, pensant en cas de déclenchement de la guerre être suffisante pour se permettre d'attendre l'envoi de renforts suffisants. Certaines de ces troupes furent redirigées alors qu'elles revenaient d'Inde vers l'Angleterre, et d'autres furent envoyées de garnisons basées en Méditerranée ou ailleurs. Le lieutenant général Sir George White fut désigné pour commander cette force militaire. Il était âgé de 64 ans et souffrait d'une blessure à la jambe à la suite d'une chute de cheval. Ancien des guerres indiennes, il n'avait que peu d'expérience de l'Afrique et des guerres contre des européens.

### Déploiement britannique
Le Natal était grossièrement divisé en une partie nord et sud par la Tugela. Le Natal septentrional était en entouré de trois côtés par les républiques boers. Bien que certains lui avaient conseillé de se cantonner au sud de la rivière, White ne l'entendit pas ainsi pour des raisons de prestige. D'autres officiers d'expérience considérèrent que White avait été mal conseillé par des officiers âgés dont Penn Symons et son second, le colonel Ian Hamilton. White concentra le gros de ses forces à Ladysmith, à environ 20 kilomètres au nord de la Tugela, alors qu'une brigade dirigée par Penn-Symons s'établit plus au nord encore à Glencoe et Dundee.
Les troupes de Penn-Symons étaient particulièrement exposées au danger, déployées loin vers le nord et facilement susceptibles d'être encerclées, mais aussi pas assez loin vers le nord pour bloquer les cols de montagnes du Drakensberg que les Boers traverseraient pour envahir le Natal.

## Déclenchement de la guerre
Contrairement à l'avis de plusieurs officiers britanniques tel Sir Alfred Milner, le High Commissioner pour l'Afrique du Sud, les gouvernements boers ne craignaient pas particulièrement le déploiement britannique au Natal. Par contre, ils voyaient celui-ci la preuve de la détermination britannique d'envahir les républiques boers. Le gouvernement du Transvall dirigé par le président Paul Kruger envisagea dès septembre le lancement d'une attaque, mais le président Steyn de l'État libre d'Orange le dissuada pendant plusieurs semaines pour prolonger les négociations. Avec la fin de ces dernières, les deux républiques boers déclarèrent la guerre et attaquèrent le 12 octobre.
Un total de 21 000 Boers envahit le Natal par le nord, l'est et l'ouest. Les seules unités disposant d'un uniforme étaient la Staatsartillerie des deux républiques, ainsi que certaines forces de police. Le reste des troupes était composée de fermiers équipé de leurs habits habituels de travail, accompagnées de quelques citadins et de volontaires étrangers. Tous possédaient un cheval, et la plupart étaient équipés de fusils Mauser à mécanisme à verrou. L'artillerie disposait de deux douzaines de canon de campagne Krupp et quatre canons lourds 155 mm Creusot Long Tom.
Le 20 octobre, deux armées boers attaquèrent le détachement de Penn-Symons à Dundee au cours de la bataille de Talana Hill. Les Britanniques subirent de lourdes pertes (dont Penn-Symons lui-même, qui fut mortellement blessé) et furent coupés de Ladysmith par une autre force boer qui avait capturé la gare de Elandslaagte, située entre les deux villes. Le 21 octobre, les troupes britanniques du colonel Ian Hamilton et du commandant de la cavalerie de White, le colonel John French, reprirent la gare à la suite de la bataille d'Elandslaagte. White ne put profiter de ce succès pour libérer les troupes encerclées à Dundee (maintenant commandées par le colonel J.H. Yule) et craignait que les 6 000 Boers de l'État libre d'Orange n'attaquent Ladysmith. Cette décision souligna le risque pour Ladysmith.
Les hommes de Yule effectuèrent une marche forcée de 4 jours à travers les collines du Biggarsberg avant de pouvoir rejoindre White à Ladysmith. Le 24 octobre, White fit une démonstration à Rietfontein contre les Boers le long de la voie de chemin de fer entre Glencoe et Ladysmith, pour les décourager d'attaquer Yule. Les Britanniques souffrirent 132 pertes, essentiellement par des tirs d'artillerie.

## Bataille de Ladysmith

### Plans britanniques

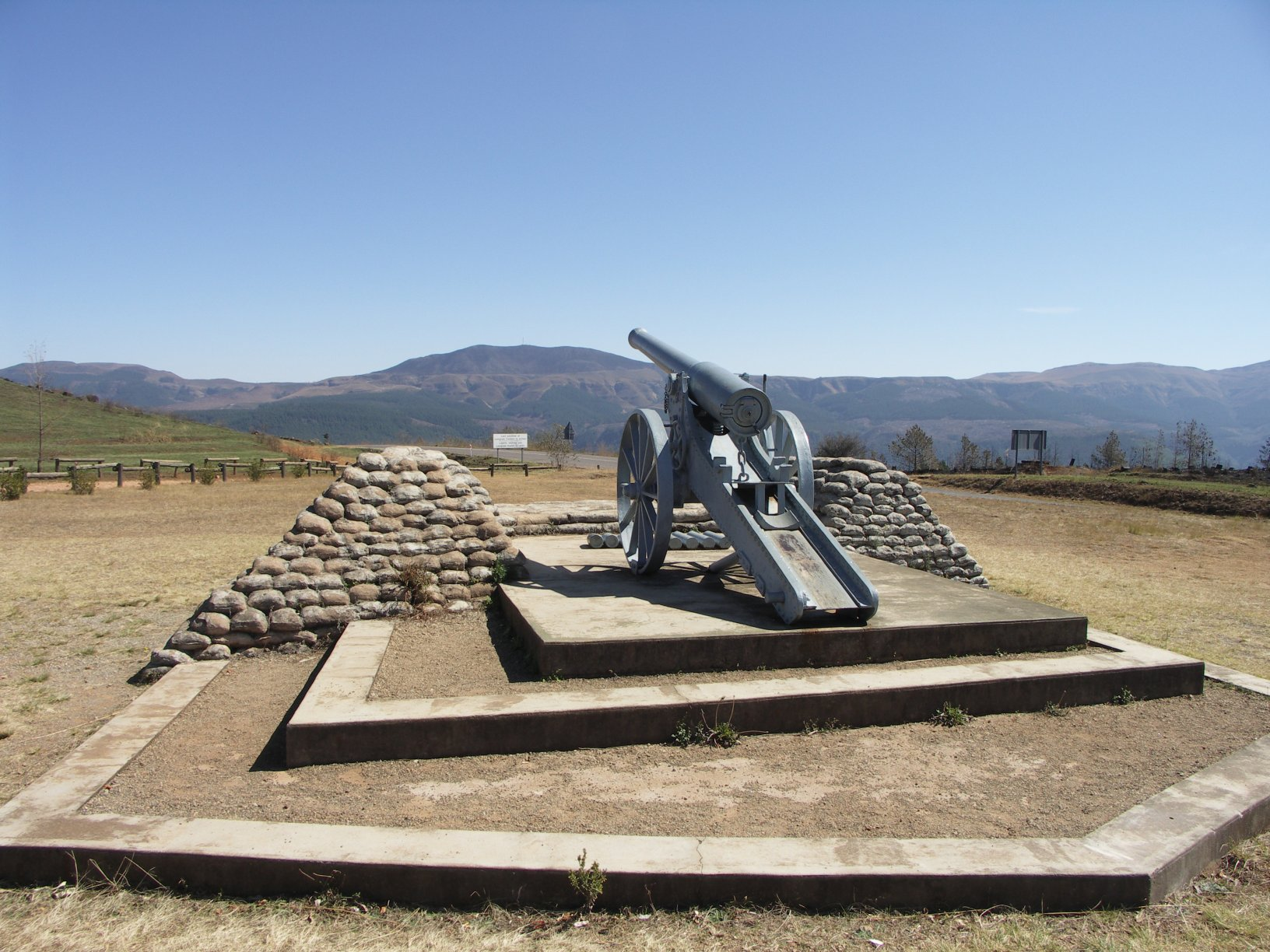
Replique du canon boer Long Tom au col du Long Tom entre Sabie et Lydenburg

Plutôt que de se retirer au sud de la Tugela, White continua à accumuler des approvisionnements et des renforts à Ladysmith. (Les blessés furent envoyés à Pietermaritzburg mais les civils et autres non combattants restèrent en ville). Alors que les troupes amassées constituaient désormais une force « équilibrée » de toutes les composantes, White écarta également la possibilité de laisser une garnison d'infanterie et renvoyer le gros de l'armée au sud de la Tugela. Il paria sur la possibilité de disposer d'une armée susceptible d'écraser les forces boers en une attaque. Ceci sans compter sur les désavantages du terrain, Ladysmith étant entourée de collines de près de 200 mètres de haut, ce qui donnait un avantage aux Boers.
Du 26 au 29 octobre, White envoya sa cavalerie en reconnaissance, mais la rappela quand il s'aperçut du risque qu'elle prenait face aux cavaliers boers. Le 29 octobre, les Boers positionnèrent un de leurs canons lourds Creusot, surnommés « Long Tom » sur Pepworth Hill, à environ 6,5 kilomètres au nord-nord-est de la ville.
Avant que ce canon n'ouvre le feu, White avait déjà décidé d'attaquer à l'aube suivante, sur base de reconnaissances et observations partielles. L'attaque frontale devait permettre de capturer Pepworth Hill. La colonne était dirigée par le colonel Ian Hamilton et était composée du 1er bataillon du Devonshire Regiment, du 1er bataillon du Manchester Regiment, du 2e bataillon des Gordon Highlanders et du 2e bataillon de la Rifle Brigade. Cette attaque devait être supportée par une colonne dirigée par le colonel Grimwood, composée des 1er et 2e bataillons du King's Royal Rifle Corps, le premier bataillon du Leicestershire Regiment, le 1er bataillon du King's Liverpool Regiment et le 2e bataillon du Royal Dublin Fusiliers, qui devaient attaquer et capturer une force boer supposée se trouver sur le flanc gauche de Long Hill, à environ 2,5 kilomètres à l'est de Pepworth Hill. L'essentiel des troupes montées dirigées par le colonel John French (le 5e Royal Irish Lancers, le 5e Dragoon Guards, le 18e Royal Hussars moins une escadre perdue à Talana Hill, le 19e Royal Hussars, diverses compagnies d'infanterie montée, les Natal Carbineers et l'Imperial Light Horse se trouvaient en réserve à la droite de Grimwood. Six batteries (les 13e, 21e, 42e, 53e, 67e et 69e) de 15 livres de la Royal Artillery devaient agir en support de l'attaque.
White envoya également un détachement composé du premier bataillon du Royal Irish Fusiliers et de la moitié du premier bataillon du Gloucestershire Regiment, avec la batterie de montagne numéro 10 (équipée du RML 2.5 inch Mountain Gun) pour capturer un col de montagne nommé Nicholson's Nek, à environ 5 kilomètres au nord-est de Pepworth Hill. La troupe était commandée par le lieutenant-colonel Carleton des Royal Irish Fusiliers. White pensait en capturant le col pouvoir empêcher l'arrivée de renforts boers de l'État libre d'Orange pour aider ceux du Transvaal à Pepworth Hill, et empêcher des Boers en déroute de retourner vers le nord.

### Lombard's Kop

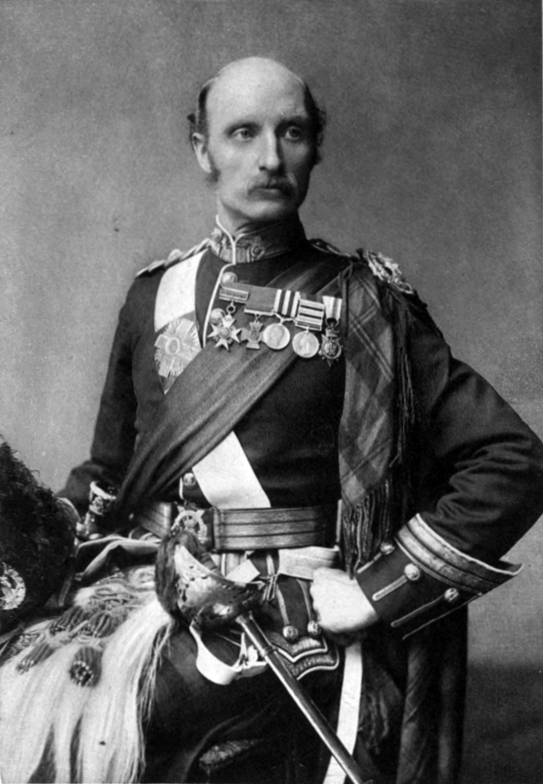
George Stuart White

La brigade de Grimwood s'était déployée durant la nuit autour de Lombard's Kop et Farquhar's Farm, et s'était positionnée au nord de Long Hill. À l'aube, Grimwood remarqua que la moitié de sa brigade était mal positionnée, et que les troupes montées de French ne se trouvaient à la position prévue. Avant de pouvoir se repositionner, ils se trouvèrent sous un feu nourri à droite de leur flanc. Les Boers des environs étaient nominalement commandés par le vétéran commandant Lukas Mayer, mais sur le terrain par Louis Botha.
Au même moment, le premier tir du canon boer « Long Tom » positionné sur Pepworth Hill atterrit dans la ville, déclenchant la panique. Les canons de campagne britanniques firent feu sur Pepworth Hill et Long Hill, et interrompirent provisoirement le feu du canon boer. Mais l'attaque frontale du colonel Ian Hamilton sur Pepworth Hill fut rappelée quand il devint clair que Grimwood était en difficulté, et que l'attaque de Hamilton ne serait pas couverte. Par ailleurs, l'armée principale des Boers du Transvaal dirigée par le général-commandant Piet Joubert se trouvait stationnée derrière Pepworth Hill, loin de Long Hill, et les tirs sur cette colline étaient donc sans effet. L'artillerie britannique se trouva elle-même sous les tirs boers des canons de campagne, utilisés individuellement et aisément déplaçables. Les Britanniques utilisaient des stratégies méthodiquement apprises en groupe rapproché de batteries de six, sans s'être assurés d'être couverts. Leur feu n'était donc pas aussi efficace que la Staatsartillerie des Boers, et durent souffrirent de diverses pertes.
Après quatre heures, White n'avait pas encore de nouvelles de Carleton, bien que des affrontements pouvaient être entendus de la position qu'il était censé occuper. Sans perspective d'une attaque réussie, il ordonna à ses troupes de se retirer quand l'opportunité se présenterait. Alors qu'ils commençaient leur retraite dans la plaine entre Lombard's Kop et Ladysmith, ils se retrouvèrent sous le feu nourri des hommes de Botha et du canon de Pepworth Hill. Certaines des unités de Grimwood (surtout celles qui avaient déjà passablement souffert à Talana Hill, épuisées et en manque d'officiers), paniquèrent et se retirèrent en désordre. Deux batteries de campagnes aidèrent à couvrir la retraite, l'un faisant feu alors que l'autre rechargeait. Les Britanniques eurent cependant de la chance, car un détachement de canons navals (4 de 12 livres et deux de 4,7 pouces, commandés par le Capitaine Percy Scott du HMS Terrible) arrivèrent par train à Ladysmith et prirent directement part à l'action. Les premiers tirs furent rapidement correctement ajustés, ce qui permit de contenir les tirs boers du « Long Tom ».
Les Britanniques retournèrent à Ladysmith, avec des unités passablement démoralisées. Cette journée fut rétrospectivement appelée « Mournful Monday » (« Le triste lundi »). Cependant, les Boers ne tentèrent pas de profiter de l'avantage de leur victoire. Il est dit que lorsque l'on pressa Joubert de poursuivre l'infanterie britannique, il répondit, « Quand Dieu vous donne un doigt, ne prenez pas la main complète ».

### Nicholson's Nek
White n'était pas au courant du devenir de l'armée de Carleton avant le jour suivant, quand Joubert envoya une lettre qui garantissait unilatéralement un armistice permettant d'enterrer les morts. Les hommes de Carleton n'avaient pu se mettre que tardivement en place car les mules transportant les armes et les munitions avaient été confiées à des conducteurs inexpérimentés. Alors que l'aube approchait, Carleton craignait ne pouvoir être prêt, ses hommes pouvant se trouver exposés dans la plaine entre Pepworth Hill et le Nek. Il décida dès lors d'occuper la colline de Tchrengula située au sud du Nek. Alors qu'ils montaient la colline, les mules trébuchèrent, effrayant des soldats britanniques qui firent feu, alertant dès lors les Boers des environs.
Les hommes de Carleton commencèrent à établir des retranchements sur ce qu'ils pensaient être le sommet de Tchrengula. En fait, le sommet d'un kilomètre et demi de long comprenait deux hauteurs, et dans la pénombre, les Britanniques n'avaient seulement occupé que le plus au sud, le moins élevé. Le vice-commandant Christiaan de Wet comprit rapidement la situation, et envoya des hommes à cheval occuper le plus haut sommet, inoccupé précédemment. De là, les Boers progressèrent le long de la crête abrités par les nombreux rochers qui parsemaient le terrain. Les positions britanniques furent dès lors exposées, et devinrent des cibles faciles étant donné leur mauvaise orientation. L'artillerie et l'infanterie ouvrirent le feu sous l'ordre d'un officier. Au moment où l'ordre avait été donné, la cible se trouvait désormais hors de portée, alors que les soldats britanniques étaient exposés aux tirs.
L'infanterie britannique résista pendant plusieurs heures, mais le nombre de morts et de blessés allait en augmentant, et les munitions venaient à manquer. Finalement, alors que la plupart des troupes britanniques se retiraient vers Ladysmith, Carleton donna l'ordre de reddition. Un officier agita un drapeau blanc au même moment. Certains des soldats ne virent pas de raison de se rendre et se sentirent humiliés par cet ordre. 800 hommes furent faits prisonniers.

## Après la bataille
Les Boers n'ayant pas directement contre-attaqué, les Britanniques eurent le temps de se réorganiser et de reconstruire leurs lignes défensives autour de la ville, qui ne pourraient dès lors être facilement emportées en cas d'attaque. Ils recouvrèrent le moral notamment en lançant de petites attaques nocturnes contre l'artillerie boer. Cependant, le siège s'installa. Celui-ci fut relativement calme à l'exception d'une offensive boer majeure le 5 et 6 février 1900, parfois également appelée bataille de Ladysmith. Après plusieurs tentatives, l'armée du général Redvers Buller parvint finalement à lever le siège le 28 février 1900 en repoussant les Boers défendant la Tugela.

## Sources
- Rayne Kruger, Goodbye Dolly Gray, New English Library, 1964
- William McElwee, The Art of War: Waterloo to Mons, Bloomington: Indiana University Press, 1974  (ISBN 0-253-20214-0)
- Thomas Pakenham, The Boer War, Weidenfeld & Nicolson, 1979,  (ISBN 0-7474-0976-5)